# Улица Гайсмас (Рига)
Улица Га́йсмас  (латыш. Gaismas iela — в переводе «Улица Света») — улица в Латгальском предместье города Риги, в историческом районе Дарзциемс. Начинается от улицы Лапсу, проходит в восточном направлении, затем меняет направление на южное и заканчивается перекрёстком с улицей Румбулас.
Общая длина улицы Гайсмас составляет 892 метра. На всём протяжении имеет асфальтовое покрытие. Движение двустороннее. Общественный транспорт по улице не курсирует, но на улице Сеску есть остановка «Gaismas iela».
На участке от ул. Стопиню до ул. Сеску улица Гайсмас имеет две раздельные проезжие части — вдоль нечётной и вдоль чётной стороны, разделённые неблагоустроенной зелёной зоной. «Нечётная» часть улицы здесь соединена безымянным проездом с улицей Дарзциема.

## История
Улица Гайсмас проложена в начале 1950-х годов, название присвоено 24 февраля 1955 года. Переименований улицы не было.
В значительной мере сохранилась первоначальная малоэтажная частная застройка улицы.

## Прилегающие улицы
Улица Гайсмас пересекается со следующими улицами:
- Улица Лапсу
- Улица Стопиню
- Улица Сеску
- Улица Румбулас